# Яр-Бішкадак
Яр-Бишкада́к (рос. Яр-Бішкадак, башк. Яр-Бишҡаҙаҡ) — присілок у складі Ішимбайського району Башкортостану, Росія. Входить до складу Урман-Бішкадацької сільської ради.
Населення — 539 осіб (2010; 504 в 2002).
Національний склад:
- башкири — 90%